# Marcus Kink
Marcus Kink (* 13. Januar 1985 in Düsseldorf) ist ein ehemaliger deutscher Eishockeyspieler, der im Verlauf seiner aktiven Karriere zwischen 2001 und 2019 unter anderem für die Kölner Haie und Adler Mannheim in der Deutschen Eishockey Liga (DEL) auf der Position des linken Flügelstürmers gespielt hat. Mit den Adler Mannheim wurde Kink zwischen 2007 und 2019 insgesamt dreimal Deutscher Meister. Sein Vater Georg Kink und sein älterer Bruder George waren ebenfalls professionelle Eishockeyspieler.

## Karriere

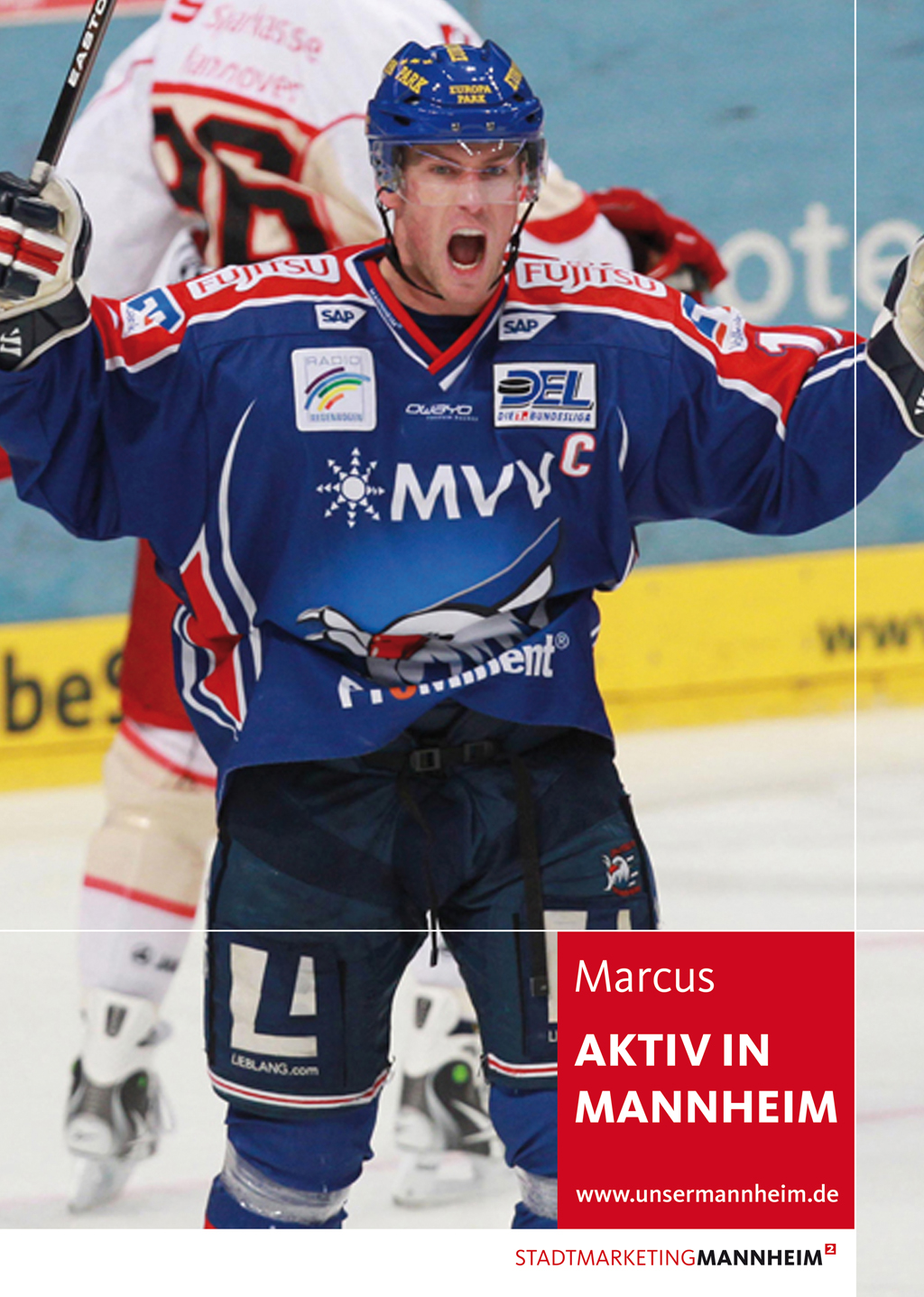
Kink auf einem Werbeplakat der Stadt Mannheim (2011)

Kink spielte bis 2002 in der Deutschen Nachwuchsliga (DNL), aber auch bereits in der 2. Bundesliga beim SC Riessersee und wechselte schließlich zu Beginn der Spielzeit 2002/03 zu den Kölner Haien, die ihn auch beim EV Duisburg in der 2. Bundesliga einsetzten. 2004 unterschrieb der linke Flügelstürmer einen Vertrag bei den Adler Mannheim, für die er am 5. Oktober 2004 in der DEL debütierte.
In der Saison 2006/07 gewann er mit den Adlern sowohl den Deutschen Eishockeypokal und die Deutsche Meisterschaft, nachdem die Adler die Hauptrunde als Tabellenerster beendet hatten. Im November 2009 verlängerte Kink vorzeitig seinen laufenden Vertrag um weitere drei Jahre. Am 25. November 2013 bestritt er gegen die Nürnberg Ice Tigers sein 600. DEL-Spiel. In der Saison 2014/15 erreichte er mit den Adlern den ersten Tabellenplatz nach der regulären Saison und gewann in den anschließenden Play-offs erneut die Deutsche Meisterschaft. In der Spielzeit 2018/19 errang er als Kapitän der Adler Mannheim zum dritten Mal den Titel des Deutschen Meisters, jedoch hatte Adler-Trainer Pavel Gross ab der Halbfinal-Serie auf Kink verzichtet, so dass er auch beim Finalerfolg über den EHC Red Bull München nicht zum Einsatz gekommen war. Im Juli 2019 lösten die Adler seinen noch bis 2021 laufenden Vertrag auf. Nach 15 Jahren, 98 Toren und 175 Torvorlagen in 812 DEL-Spielen sowie neun Jahren als Kapitän des Teams verließ Kink damit die Adler.
Anfang Februar 2022 wurde bekannt, dass Kink neuer Sprecher der Spielvereinigung Eishockey (SVE) wird.

### International
Kink war ab 2002 im Nachwuchsbereich des Deutschen Eishockey-Bundes aktiv. Der Stürmer bestritt die U18-Junioren-Weltmeisterschaft 2002 und nach dem Abstieg die U18-Junioren-Weltmeisterschaft 2003 der Division I. In der folgenden Altersklasse absolvierte Kink die U20-Junioren-Weltmeisterschaft 2003, nach dem Abstieg im folgenden Jahr die U20-Junioren-Weltmeisterschaft 2004 der Division I und in Folge des sofortigen Wiederaufstiegs die U20-Junioren-Weltmeisterschaft 2005.
Für Herrenauswahl kam Kink bei den Weltmeisterschaften 2011, 2012, 2013, 2014, 2015, 2016 und 2017 zu Einsätzen. Dabei erreichte er in den Jahren 2011, 2016 und 2017 jeweils das Viertelfinale. Darüber hinaus absolvierte der Angreifer die Qualifikation für die Olympischen Winterspiele 2014 und die Qualifikation für die Olympischen Winterspiele 2018. Aufgrund der erfolgreichen Qualifikation für die Olympischen Winterspiele 2018 im südkoreanischen Pyeongchang kam Kink auch dort zu Einsätzen und gewann mit der Mannschaft die Silbermedaille und wurde dafür – wie die gesamte deutsche Eishockey-Olympiamannschaft – am 7. Juni 2018 mit dem Silbernen Lorbeerblatt ausgezeichnet.

## Erfolge und Auszeichnungen
| - 2001 Deutscher Nachwuchsmeister mit dem SC Riessersee - 2005 Teilnahme am DEL All-Star Game - 2007 Deutscher Pokalsieger mit den Adler Mannheim | - 2007 Deutscher Meister mit den Adler Mannheim - 2015 Deutscher Meister mit den Adler Mannheim - 2019 Deutscher Meister mit den Adler Mannheim |

### International
- 2004 Aufstieg in die Top-Division bei der U20-Junioren-Weltmeisterschaft der Division I
- 2018 Silbermedaille bei den Olympischen Winterspielen

## Karrierestatistik

### International
Vertrat Deutschland bei:
| - U18-Junioren-Weltmeisterschaft 2002 - U20-Junioren-Weltmeisterschaft 2003 - U18-Junioren-Weltmeisterschaft 2003 der Division I - U20-Junioren-Weltmeisterschaft 2004 der Division I - U20-Junioren-Weltmeisterschaft 2005 - Weltmeisterschaft 2011 - Weltmeisterschaft 2012 - Qualifikationsturnier für die Olympischen Winterspiele 2014 | - Weltmeisterschaft 2013 - Weltmeisterschaft 2014 - Weltmeisterschaft 2015 - Weltmeisterschaft 2016 - Qualifikationsturnier für die Olympischen Winterspiele 2018 - Weltmeisterschaft 2017 - Olympischen Winterspielen 2018 |

(Legende zur Spielerstatistik: Sp oder GP = absolvierte Spiele; T oder G = erzielte Tore; V oder A = erzielte Assists; Pkt oder Pts = erzielte Scorerpunkte; SM oder PIM = erhaltene Strafminuten; +/− = Plus/Minus-Bilanz; PP = erzielte Überzahltore; SH = erzielte Unterzahltore; GW = erzielte Siegtore; 1 Play-downs/Relegation; Kursiv: Statistik nicht vollständig)